# Astana Open 2021 - Qualificazioni singolare maschile
Le qualificazioni del singolare dell'Astana Open 2021 sono state un torneo di tennis preliminare per accedere alla fase finale della manifestazione. I vincitori dell'ultimo turno sono entrati di diritto nel tabellone principale. In caso di ritiro di uno o più giocatori aventi diritto, sono subentrati i lucky loser, ossia i giocatori che hanno perso nell'ultimo turno e che avevano una classifica più alta rispetto agli altri partecipanti che avevano perso nel turno finale.

## Teste di serie
1. Jurij Rodionov (primo turno)
2. Maxime Cressy (ultimo turno)
3. Marc Polmans (qualificato)
4. Evgenij Donskoj (qualificato)

1. Illja Marčenko (primo turno)
2. Kacper Żuk (primo turno)
3. Elias Ymer (qualificato)
4. Dmitrij Popko (qualificato)

## Qualificati
1. Dmitrij Popko
2. Elias Ymer

1. Marc Polmans
2. Evgenij Donskoj

## Tabellone

### Legenda
| - Q = Qualificato - WC = Wild card - LL = Lucky loser | - ALT = Alternate - SE = Special Exempt - PR = Protected Ranking | - w/o = Walkover - r = Ritirato - d = Squalificato |

### Sezione 1
|  | Primo turno | Primo turno          | Primo turno          | Primo turno | Primo turno |  |  | Ultimo turno | Ultimo turno  | Ultimo turno | Ultimo turno | Ultimo turno |  |
|  |             |                      |                      |             |             |  |  |              |               |              |              |              |  |
|  | 1           | Jurij Rodionov       | Jurij Rodionov       | 5           | 4           |  |  |              |               |              |              |              |  |
|  |             | Matthew Ebden        | Matthew Ebden        | 7           | 6           |  |  |              | Matthew Ebden | 6            | 3            | 4            |  |
|  | WC          | Simon Anthony Ivanov | Simon Anthony Ivanov | 2           | 3           |  |  | 8            | Dmitrij Popko | 3            | 6            | 6            |  |
|  | 8           | Dmitrij Popko        | Dmitrij Popko        | 6           | 6           |  |  |              |               |              |              |              |  |

#### Sezione 2
|  | Primo turno | Primo turno      | Primo turno      | Primo turno | Primo turno |  |  | Ultimo turno | Ultimo turno  | Ultimo turno | Ultimo turno | Ultimo turno |  |
|  |             |                  |                  |             |             |  |  |              |               |              |              |              |  |
|  | 2           | Maxime Cressy    | Maxime Cressy    | 6           | 2           |  |  |              |               |              |              |              |  |
|  |             | Bernard Tomic    | Bernard Tomic    | 3           | 1r          |  |  | 2            | Maxime Cressy | 3            | 6            | 4            |  |
|  | WC          | Grigoriy Lomakin | Grigoriy Lomakin | 3           | 2           |  |  | 7            | Elias Ymer    | 6            | 4            | 6            |  |
|  | 7           | Elias Ymer       | Elias Ymer       | 6           | 6           |  |  |              |               |              |              |              |  |

#### Sezione 3
|  | Primo turno | Primo turno       | Primo turno    | Primo turno | Primo turno |  |  | Ultimo turno | Ultimo turno   | Ultimo turno   | Ultimo turno | Ultimo turno |  |
|  |             |                   |                |             |             |  |  |              |                |                |              |              |  |
|  | 3           | Marc Polmans      | 2              | 7           | 4           |  |  |              |                |                |              |              |  |
|  |             | Gian Marco Moroni | 6              | 5           | 1r          |  |  | 3            | Marc Polmans   | Marc Polmans   | 6            | 6            |  |
|  | Alt         | Denis Yevseyev    | Denis Yevseyev | 6           | 6           |  |  | Alt          | Denis Yevseyev | Denis Yevseyev | 4            | 2            |  |
|  | 5           | Illja Marčenko    | Illja Marčenko | 4           | 4           |  |  |              |                |                |              |              |  |

#### Sezione 4
|  | Primo turno | Primo turno      | Primo turno      | Primo turno | Primo turno |  |  | Ultimo turno | Ultimo turno    | Ultimo turno    | Ultimo turno | Ultimo turno |  |
|  |             |                  |                  |             |             |  |  |              |                 |                 |              |              |  |
|  | 4           | Evgenij Donskoj  | Evgenij Donskoj  | 7           | 6           |  |  |              |                 |                 |              |              |  |
|  |             | Andrea Vavassori | Andrea Vavassori | 64          | 2           |  |  | 4            | Evgenij Donskoj | Evgenij Donskoj | 6            | 7            |  |
|  |             | Pavel Kotov      | Pavel Kotov      | 6           | 6           |  |  |              | Pavel Kotov     | Pavel Kotov     | 3            | 64           |  |
|  | 6           | Kacper Żuk       | Kacper Żuk       | 2           | 3           |  |  |              |                 |                 |              |              |  |